# آندرانیک خاچاطریان
آندرانیک سارکیسی خاچاطریان (روسی: Андраник Хачатрян؛ زادهٔ ۳۰ ژوئن ۱۹۵۶ در وانادزور) بازیکن فوتبال در پست مهاجم/مدافع اهل ارمنستان است.

## باشگاهی
از باشگاه‌هایی که در آن بازی کرده‌است می‌توان به باشگاه فوتبال لوری، باشگاه فوتبال کوتایک، و باشگاه فوتبال آرارات ایروان اشاره کرد.